# 德米特里·博尔特尼扬斯基
德米特里·斯捷潘诺维奇·博尔特尼扬斯基（烏克蘭語：Дмитро Степанович Бортнянський；1751年10月28日—1825年10月10日)，又译波特年斯基，乌克兰作曲家。早年进入帝国宫廷合唱团，后受叶卡捷琳娜二世委派到意大利师从作曲家加卢皮学习，并在当地创作了一些成功的歌剧。1779年返俄，之后长期在宫廷任职。博尔特尼扬斯基的器乐作品主要受意大利古典主义的影响，声乐作品则具有一定的俄罗斯民族特征，尤以其四十余首合唱协奏曲著名。

## 外部連結
- 公有領域聲樂檔案館上德米特里·博尔特尼扬斯基的作品
- 德米特里·博尔特尼扬斯基的免费乐谱，由国际乐谱典藏计划提供
- 德米特里·博尔特尼扬斯基的樂譜，来自乌托邦计划